# Pfleggericht Laufen

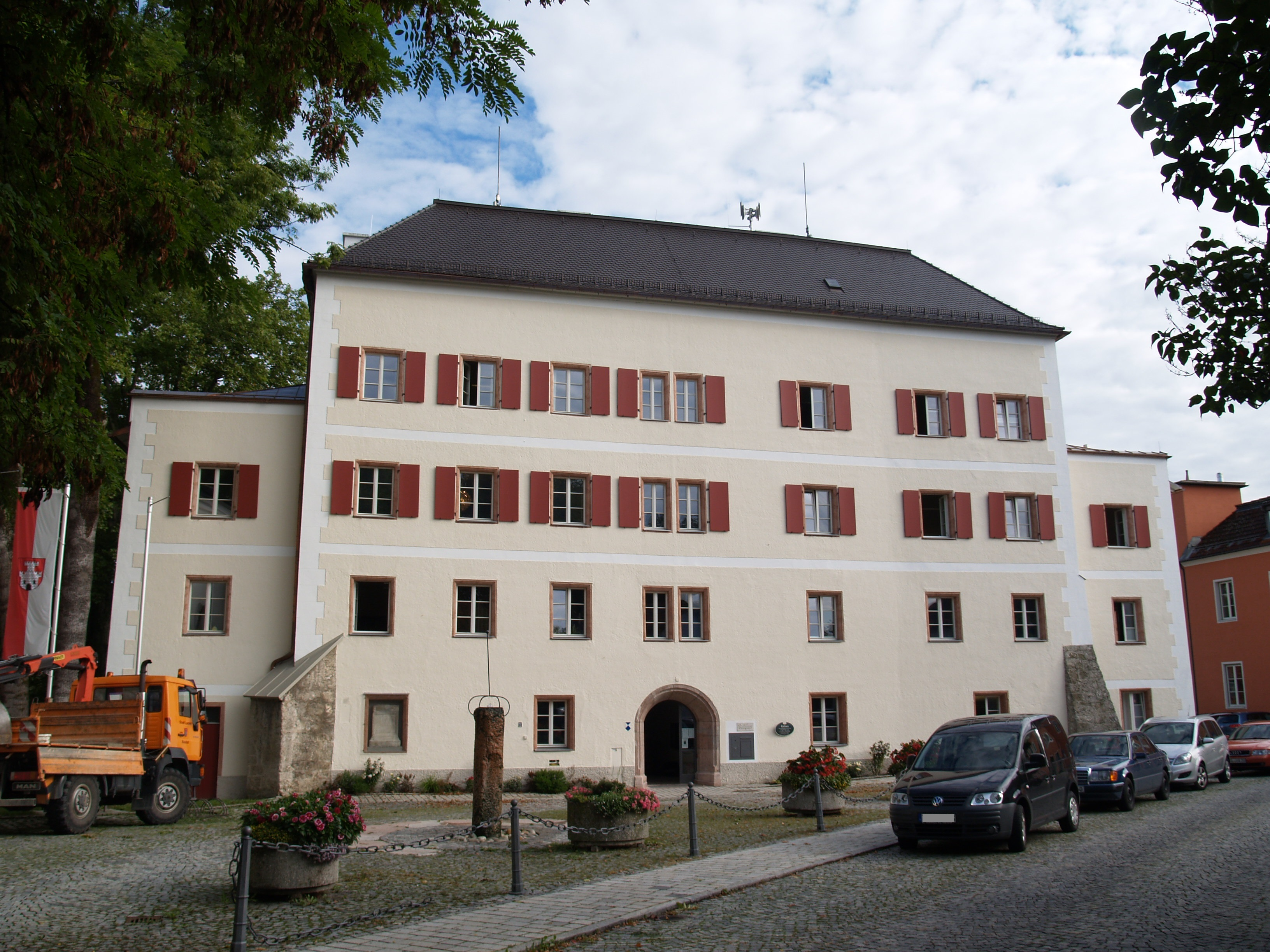
Ehemaliges erzbischöfliches Pflegamt, dann Landgericht, dann Landratsamt, jetzt Neues Rathaus

Das Pfleggericht Laufen war eine Verwaltungseinrichtung im Erzstift Salzburg mit Sitz in Laufen an der Salzach im heutigen Landkreis Berchtesgadener Land (Bayern).

## Geschichte
Im Jahr 1328 wurde das Erzstift Salzburg durch die Erlassung einer eigenen Landesordnung zum weitgehend unabhängigen Staat innerhalb des Heiligen Römischen Reiches (HRR). 1360 ist mit Hartneid von Nußdorf der erste Pfleger in Laufen nachgewiesen, der an der Spitze des Pflegamtes stand. Dem Pfleger war ein Landrichter nachgeordnet. Wie im Heiligen Römischen Reich üblich war die Trennung der Rechtsprechung von der Verwaltung nicht umgesetzt. Die Ämter waren sowohl erstinstanzliche Gerichte als auch Verwaltungs-, Polizei- und Steuerbehörden.
1803 wurde das Erzstift Salzburg in ein säkularisiertes Kurfürstentum umgewandelt, die Pfleggerichte blieben bestehen. 1805 wurde Salzburg zusammen mit Berchtesgaden dem neuen Kaisertum Österreich zugeschlagen und 1810 wieder an das Königreich Bayern angegliedert.  Im Jahr 1810 wurde das Landgericht Laufen, eine bayerische Verwaltungseinrichtung, geschaffen.
Der Rupertiwinkel kam 1816 mit dem Vertrag von München endgültig von Salzburg an das Königreich Bayern.  Durch die neue Grenzziehung wurde das salzburgisch gebliebene Landgericht Oberndorf-Weitwörth von seinem alten Pfleggericht Laufen abgetrennt. Das Gerichtsgebäude befand sich von 1821 bis 1858 im Schloss Weitwörth und wurde nach der Übersiedlung nach Oberndorf mit Kundmachung vom 9. Oktober 1858 umbenannt.